# Duthiea
Duthiea is een geslacht uit de grassenfamilie (Poaceae). De soorten van dit geslacht komen voor in delen van Azië.

## Soorten
Van het geslacht zijn de volgende soorten bekend: 
- Duthiea brachypodia
- Duthiea brachypodium
- Duthiea bromoides
- Duthiea dura
- Duthiea macrocarpa
- Duthiea nepalensis
- Duthiea noctiflora
- Duthiea oligostachya
- Duthiea senegalensis